# 杏色咬齧魚
杏色咬齧魚，為輻鰭魚綱脂鯉目脂鯉亞目脂鯉科的其中一個種，為熱帶淡水魚，分布於南美洲祕魯淡水流域，本魚體呈橢圓形，側線不完全，體側有一棕色縱條紋，從鰓蓋延伸至尾部，體長可達6.6公分，棲息底中層水域，生活習性不明。

## 扩展阅读
- 維基物種上的相關：杏色咬齧魚